# MenZONE
MenZONE je seriál televize Prima Cool se zaměřením spíše na mužské publikum. Moderátoři Lukáš Venclík a Kryštof Mende se v každém díle podívají na nějaké téma, které pojmou spíše netradičně. Například u aut netestují, jaký výkon má, ale kolik dívek zaujmou. Seriál byl vysílán na televizi Prima Cool každý čtvrtek od 22:15. Televize Prima Cool jej momentálně nevysílá.